# 황지동
황지동(黃池洞)은 대한민국 강원특별자치도 태백시의 행정동이자 법정동이다.

## 개요
황지동은 상장면사무소와 황지읍사무소의 소재지였으며, 현재는 태백시청의 소재지이다. 1981년에 태백시가 출범하면서 법정동인 황지동이 황지1동, 황지2동, 황지3동, 상장동으로 나뉘었고, 1998년 9월 10일에 태백시의 16개동을 8개동으로 통폐합하면서 황지1동의 행정동명을 '황지동'으로 변경하였다.

## 법정동
- 황지동 일부 : 1-6, 7-8일부, 10-17, 20-24, 25일부, 26-36, 38-53, 55-76, 77일부, 78-84, 85일부, 244-245일부, 246-250, 264-265일부, 621일부, 623일부, 624-627, 650-652, 654일부, 산1일부, 산7-8, 산10-11, 산36-57, 산173번지 일부번지

## 교육
- 황지초등학교
- 황지중학교
- 황지정보산업고등학교
- 황지고등학교
- 강원관광대학교

## 아파트
| 단지명         | 건설사         | 시행사       | 주소               | 입주       | 비고 |
| -------------- | -------------- | ------------ | ------------------ | ---------- | ---- |
| 황지주공 3단지 | 우석종합건설㈜ | 대한주택공사 |                    | 2004년 7월 |      |
| 황지 청솔      | 광토건설㈜     | 한국토지신탁 | 청솔길 35 (황지동) | 2001년 8월 |      |
| 이원예채       | 이원건설㈜     | 세하씨앤씨㈜ |                    | 2007년 9월 |      |

- 아름다운 나날 - 영조주택㈜ / 2007년 6월

## 관광
- 연화산
- 연화폭포